# طواف إيطاليا 1999
طواف إيطاليا 1999 هو سباق دراجات هوائية أقيم في إيطاليا بتاريخ مابو 15 — يونيو 6، تكون السباق من 22 مرحلة وامتدّ لمسافة 3757 كم بسرعة 37.595 كم/س، استغرق السباق 99 ساعة 55 دقيقة 56 ثانية. فاز به الإيطالي إيفان غوتي.